# 115 TCN
Năm 115 TCN là một năm trong lịch Julius. 